# Nikítas Kaklamánis
Nikítas Kaklamánis (en grec moderne Νικήτας Κακλαμάνης) né le 1er avril 1946 à Andros est un médecin et homme politique grec. 
Membre de la Nouvelle Démocratie (ND), il est notamment maire d'Athènes de 2007 à 2010 et président du Parlement grec depuis 2025.

## Biographie
Après des études de médecine à l'université d'Athènes, il fait son internat à Ioannina puis à Athènes où il se spécialise en cancérologie. Il obtient son doctorat en 1981. Syndicaliste dès 1965, il sert de 1984 à 1989 comme secrétaire général de l'Association Médicale Panhellénique, élu sur une liste ND. En 1989, il est choisi comme professeur assistant en radiothérapie-oncologie à l'université d'Athènes.
Il devient membre de la Nea Dimokratia en 1986 et entre à son conseil exécutif en 1987. Il est élu député d'Athènes au Parlement hellénique en 1990. En 1993, il quitte temporairement le parti et fonde le Printemps Politique avec Antónis Samarás, sous l'étiquette duquel il siège de 1994 à 1999 au Parlement européen. Au Parlement européen, il est vice-président de la commission des Transports, membre de la commission du budget et des comités conjoints du Parlement européen avec la Turquie et Chypre.
Il est à nouveau élu député d'Athènes au Parlement hellénique en 2000 et 2004, sous la bannière ND. Cette année-là, il entre au gouvernement Karamanlís I comme ministre de la Santé et de la Solidarité sociale.
Le 15 octobre 2006, il est élu maire d'Athènes (en), battant notamment Konstantínos Skandalídis (PASOK), Aléxis Tsípras (Syriza) et Spyros Halvatzis (el) (KKE). Il entre en fonction le 1er janvier 2007. Il est remplacé par Geórgios Kamínis le 1er janvier 2011.
Il est à nouveau élu député de la première circonscription d'Athènes lors des élections législatives de mai et juin 2012
Aux élections législatives de janvier 2015, il est réélu député au Parlement hellénique. Il est élu quatrième vice-président du Parlement pour la XVIe législature le 6 février, avec 247 votes pour, 34 votes blancs et 1 vote nul.